# 加里·霍尔兹沃思
加里·霍尔兹沃思（英語：Gary Holdsworth，1941年8月1日—），澳大利亚男子田径运动员。他曾代表澳大利亚参加1962年和1966年大英帝国和英联邦运动会田径比赛，获得一枚铜牌。